# Ананьев, Николай Яковлевич
Николай Яковлевич Ананьев (1912—1941) — красноармеец, рядовой стрелок 4-й роты 2-го батальона 1075-го стрелкового полка 316-й стрелковой дивизии 16-й армии РККА Западного фронта, Герой Советского Союза (1942).

## Биография
Родился в крестьянской семье в селе Сазановка Сазановской волости Пржевальского уезда Cемиреченской области Туркестанского генерал-губернаторства Российской империи (ныне — с. Ананьево, Иссык-Кульский район, Иссык-Кульская область, Кыргызская Республика). Русский. Получил начальное образование в сельской школе c. Сазановки. До начала Великой Отечественной войны работал в местном колхозе.
В июле 1941 года Ананьев Н. Я. призван Иссык-Кульским районным Военным комиссариатом Иссык-Кульской области Киргизской ССР в Рабоче-крестьянскую Красную Армию (РККА), — красноармеец, рядовой-пехотинец 316-й пехотной стрелковой дивизии (316 СД), сформированной в Алма-Ате под командованием генерал-майора И. В. Панфилова (до этого бывший военный комиссар Киргизской ССР). В августе 1941 — в числе личного состава дивизии отправлен на Западный фронт под Новгород в распоряжение запланированной к формированию 52-й резервной армии; 27 августа 1941 года дивизия полностью выгрузились в Боровичах, и к 8 сентября 1941 дивизия, где заняла позиции во втором эшелоне армии и почти месяц дивизия оборудует полосу обороны.
6 октября 1941 года 316 СД была погружена в эшелоны и переброшена под Москву, в распоряжение командующего Московского военного округа, где заняла Волоколамский укреплённый район, командир 316 СД генерал-майор И. В. Панфилов был назначен начальником Волоколамского боевого участка; 13 октября 1941 года 316 СД вошла в состав заново формируемой 16-й армии Западного фронта. Заняла полосу обороны протяжённостью в 41 километр от населённого пункта Львово до совхоза Болычево…
Одноэшелонная полоса обороны, отведённая 316 СД — явилась той самой полосой, на направлении которой 15 октября 1941 года германские войска в составе: 106-й и 35-й пехотной дивизий Вермахта, а также трёх танковых: 2-й, 5-й и 11-й дивизий начали своё наступление, продолжая развивать операцию «Тайфун» по захвату Москвы: основной удар — вдоль Волоколамского шоссе, наносила 2-я танковая дивизия.
16 ноября 1941 года на линии обороны — у железнодорожного разъезда Дубосеково Волоколамского района Московской области 316-я СД вела ожесточённые оборонительные бои. Красноармеец 4-й роты 2-го батальона 1075-го стрелкового полка 316 СД — рядовой Николай Ананьев, в составе группы бойцов-истребителей танков — в ходе затяжного боя, отражавшего танковые атаки противника из 50 танков, задержав вражеское наступление на 4 часа, и уничтожив при этом 18 вражеских танков и несколько сотен солдат противника, — погиб в числе других бойцов-красноармейцев, встав на пути продвижения вражеских войск к Москве. Данный подвиг советских воинов вошёл в историю, как легендарный подвиг 28 героев-панфиловцев.
Похоронен Ананьев Н. Я. (первоначально): Московская обл., раз. Дубосеково. 12 августа 1942 года перезахоронен в братскую могилу: Московская обл., Волоколамский р., с.п. Чисменское, д. Нелидово.
Указом Президиума Верховного Совета СССР «О присвоении звания Героя Советского Союза начальствующему и рядовому составу Красной Армии» от 21 июля 1942 года за «образцовое выполнение боевых заданий командования на фронте борьбы с немецкими захватчиками и проявленные при этом отвагу и геройство» удостоен звания Героя Советского Союза (посмертно).

## Награды, звания
- Герой Советского Союза (21 июля 1942) — за образцовое выполнение боевых заданий Командования на фронте борьбы с немецкими захватчиками и проявленные при этом отвагу и геройство[7]
- Орден Ленина (21 июля 1942) — за образцовое выполнение боевых заданий Командования на фронте борьбы с немецкими захватчиками и проявленные при этом отвагу и геройство

## Память
Именем героя Советского Союза Н. Я. Ананьева названы:
- Сазановка село, уроженцем которого был Николай Ананьев, переименовано в Ананьево (1942);
- Улица в селе Ананьево Иссык-Кульского района Иссык-Кульской обл. Кыргызстана: в селе воздвигнут ему памятник и создан музей;
- Теплоход «Николай Ананьев» — грузовое судно Черноморского морского пароходства Министерства морского флота СССР (1974)[8].

Увековеченная память о героях-панфиловцах:
- В Москве, в районе Северное Тушино, в честь доблестных воинов 8-й гвардейской стрелковой дивизии имени героя Советского Союза генерал-майора И. В. Панфилова новая улица получила именование: Улица Героев-панфиловцев, где у дома № 12, корп. № 1 был сооружён памятник (1966).
- В память о легендарном подвиге красноармейцев-панфиловцев близ деревни Дубосеково в 1975 году был сооружён Мемориа́л «Героям-панфиловцам» (оригинальное название — «Подвигу 28») — мемориальный комплекс, посвящённый 28 воинам Красной армии.
- В Алма-Ате, родном городе для многих панфиловцев, существующий парк был переименован в честь земляков-героев — назван парком "Имени 28 гвардейцев-панфиловцев(1942), и был сооружён Мемориал славы (1975)[9].
- В песне Дорогая моя столица(1942), ставшей гимном столицы России — Москвы, есть упоминание о героях-панфиловцах:

«…Мы запомним суровую осень, 

Скрежет танков и отблеск штыков, 

И в веках будут жить двадцать восемь 

Самых храбрых твоих сынов»
.